# Egy csipet szerelem (film)
Egy csipetnyi szerelem (eredeti cím: Hint of Love) 2020-ban bemutatott kanadai televíziós romantikus-filmvígjáték, melynek rendezője Kevin Fair, forgatókönyvírója John Dion. A főszerepben Debs Howard, Dennis Andres és Matthew James Dowden látható.
Egy gasztronómiai szakértő feladata, hogy emelje egy szakácskönyv színvonalát, amit egy netes főzőműsor vezetője ír. Ahogy a különböző személyiségek és szempontok összecsapnak, kezdenek rájönni, hogy a szerelemben is lehet olyan jó a kontraszt, mint az ételekben.

## Cselekmény
A Cordon Bleu-n végzett Becky Bayer szerkesztőként és ügynökként dolgozik a Keyner and Smith-nél, ami Seattle-i, magas színvonalú szakácskönyvek kiadója. A kiadó termékei ínyenceknek szánt, igényes szakácskönyvek, mintsem átlagos könyvek, amiket az ember a polcról levesz egy étel otthoni gyors elkészítéséhez. Becky főzés iránti szeretete édesanyja receptjeiből ered, és álma, hogy egy nap saját éttermet nyisson.
Becky nemcsak a főzéssel és a konyhákkal kapcsolatos tudásáról, hanem a részletekre, különösen a hitelességre való odafigyeléséről is híres. 
Will Fryer egy netes főzőműsort vezet, ami népszerű az emberek körében, de Becky és hasonló szakmabeliek nem szeretik, mivel igénytelennek tartják. Will egyedülálló apuka, és a főzésnél nála elsődleges szempont, hogy az étel gyorsan elkészíthető legyen.
Becky legnagyobb bánatára a főnöke, Marty megbízza, hogy dolgozzon együtt Will Fryer tévés szakáccsal a következő szakácskönyvén. A Becky által hőn áhított partnerré váló előléptetése a könyv sikerén múlik, Becky kénytelen elvállalni a feladatot.
A főzésben nem képzett Will, aki a fiatal serdülőkorú David megözvegyült apja, kizárólag azért kezdett el főzni, hogy gyors és könnyű ételeket tegyen az asztalra, amelyeket David megeszik, és ezért Will a konzervek és az előkészített alapanyagok használatát helyezi előtérbe. 
Míg Will rajongói szeretik őt és szakácskönyvei sikeresek, a kulináris szakmában dolgozók, köztük Becky legújabb barátja, Robert Flannigan ételkritikus, nem hisznek abban, hogy az ételek vagy jók vagy egészségesek. 
Miközben Becky és Will célja ugyanaz, hogy a következő szakácskönyv színvonalát felemeljék, összevitatkoznak azon, hogy a különböző elképzeléseik mit is jelentenek a valóságban. Becky és Will szinte semmiben sem értenek egyet a konyhában. Will szeret konzervzöldségekből, kiméretlen hozzávalókból és a lehető leghatékonyabban főzni. Becky azonban szereti a friss alapanyagokat, a méréseket, és a főzést művészetnek tekinti. Ez a legtöbbször nézeteltéréshez vezet a közös munkájuk során. Will elárulja, hogy fia, David édesanyja meghalt, amikor David még csak kétéves volt. Ez volt az oka annak, hogy belevágott a főzésbe, és szenvedélyesen segíteni akart más egyedülálló szülőnek is a webműsorán keresztül.
Az is nehezíti a helyzetet, hogy Will úgy döntött, hogy ezt a könyvet a délnyugati konyha receptjei szerint írja meg, mivel gyermekkorában hosszabb időt töltött Új-Mexikóban, Becky pedig, akinek a családja onnan származik, erre a konyhára összpontosítana, ha valaha is megnyitná álmai éttermét. 
A szakácskönyv azonnal sikert arat, és a főszerkesztő egy bemutató partit szervez, hogy megünnepelje a sikert. Will korábban világossá tette Becky előtt (aki továbbította a főnöke felé), hogy azt szeretné, ha a bemutató parti vendéglistáján az egyedülálló apák és a gyerekeik is rajta lennének. A főszerkesztő azonban figyelmen kívül hagyja a kívánságát, és előkelő hírességeket hív meg. Ez Becky számára csalódás, Will pedig úgy érzi, hogy Becky a siker érdekében hazudott neki. A köztük kialakulóban lévő kapcsolat ezzel megszakad.
Becky felmond a munkahelyén, hogy a saját álmait kövesse, miután a főnöke hazudott Willnek, és a tudta nélkül megváltoztatta a parti vendéglistáját. Becky és Will korábban már kinéztek egy kiadó helyiséget, ahol éttermet lehetne nyitni, Becky itt kezdi meg a szakmailag önálló életét, amit gyerekkora óta szeretett volna. Will egy napon megjelenik a még építés alatt álló étteremnél, és felajánlja a segítségét.

## Szereplők
| Szerep           | Színész              | Magyar hang     |
| ---------------- | -------------------- | --------------- |
| Becky Bayer      | Debs Howard          | Mórocz Adrienn  |
| Will Fryer       | Dennis Andres        | Fehér Tibor     |
| Robert Flannigan | Matthew James Dowden | Pál Tamás       |
| Madeline Johnson | Aadila Dosani        | Nádasi Veronika |
| Stevie           | Edwin Perez          | Sörös Miklós    |
| David Fryer      | Matteo Bolognese     | Kelemen Noel    |
| Clause           | Nils Hognestad       | Hám Bertalan    |
| Marty            | Cameron McDonald     | Péter Richárd   |
| Ben Bayer        | Richard Guenther     | Rosta Sándor    |
| Iris Bayer       | Sheila Tyson         | Kiss Erika      |